# بيتر ويلسون (دبلوماسي)
بيتر ويلسون (بالإنجليزية: Peter Wilson)‏ هو دبلوماسي بريطاني، ولد في 31 مارس 1968.